# Le Colporteur (Maupassant)
Pour le recueil contenant la nouvelle, voir Le Colporteur (recueil).
Pour les articles homonymes, voir Le Colporteur.
Le Colporteur est une nouvelle de Guy de Maupassant, publiée en 1893.

## Historique
Le Colporteur est une nouvelle de Guy de Maupassant publiée initialement dans Le Figaro du 8 mars 1893, puis de manière posthume dans le recueil Le Colporteur en 1900.

La parution dans Le Figaro était précédée d'un texte liminaire :

« Nous avons la bonne fortune de donner aujourd'hui à nos lecteurs la primeur d'une nouvelle inédite de Guy de Maupassant, la dernière que le brillant écrivain ait signée avant que le saisisse le terrible mal qui menace de le séparer à jamais de nous. On retrouvera dans ces pages toute la netteté, toute la vigueur et tout le charme qui lui assurèrent un si grand et si légitime succès : et ce n'est pas sans émotion qu'en lisant ces pages, qui sont les dernières, on songera que Maupassant n'écrira plus. »

## Résumé
Sur un chemin savoyard longeant le lac du Bourget à la hauteur du village de Brison-Saint-Innocent, le narrateur aperçoit un colporteur. Cette rencontre lui en rappelle une autre, une nuit entre Argenteuil et Paris. Il croise la route d'un homme qui porte son sac de marchandises et qui a peur d'être attaqué.

## Éditions
- Le Colporteur, dans Le Figaro, 1893
- Le Colporteur, dans Le Colporteur, recueil de nouvelles (posthume) chez l'éditeur Ollendorff, 1900.
- Le Colporteur, dans Maupassant, Contes et Nouvelles, tome II, texte établi et annoté par Louis Forestier, éditions Gallimard, Bibliothèque de la Pléiade, 1979.